# Farshad Ahmadzadeh
Farshad Ahmadzadeh (en persa: فرشاد احمدزاده‎; Urmia, 23 de septiembre de 1992) es un futbolista internacional iraní que juega de extremo en el Foolad FC de la Iran Pro League.

## Biografía
Debutó como futbolista en 2011 con el Parseh Tehran FC en la Liga Azadegan. En agosto de 2012 firmó por cinco años con el Persepolis FC, haciendo su debut contra el Malavan FC el 19 de diciembre de 2012 en un partido de la Copa Hazfi. Una temporada después se marchó cedido al Tractor Sazi FC por dos temporadas. Tras volver al Persepolis permaneció en el equipo hasta 2018, ya que finalmente se fue traspasado al Śląsk Wrocław de la Ekstraklasa de Polonia.

## Clubes
| Club                     | País    | Año         | Partidos | Goles |
| ------------------------ | ------- | ----------- | -------- | ----- |
| Parseh Tehran FC         | Irán    | 2011 - 2012 | 19       | 2     |
| Persepolis FC            | Irán    | 2012 - 2013 | 2        | 0     |
| Tractor Sazi FC (cedido) | Irán    | 2013 - 2015 | 69       | 10    |
| Persepolis FC            | Irán    | 2015 - 2018 | 97       | 14    |
| Śląsk Wrocław            | Polonia | 2018 - 2019 | 27       | 1     |
| Persepolis FC            | Irán    | 2019 - 2020 | 8        | 0     |
| Foolad FC                | Irán    | 2020 -      | 6        | 1     |